# Liste d'élections en 1800
Chronologie des élections
- 1796
- 1797
- 1798
- 1799
- 1800
- 1801
- 1802
- 1803
- 1804

Cet article recense les élections organisées durant l'année 1800.

À la fin du XVIIIe siècle, seuls trois pays organisent des élections nationales, au sens de consultations populaires : le Royaume de Grande-Bretagne ; les États-Unis d'Amérique ; et la France. À ceux-ci, il faut ajouter le Royaume d'Irlande, État officiellement distinct du Royaume de Grande-Bretagne et doté de son propre parlement. Les élections se déroulent au suffrage censitaire.

## Élections nationales en 1800
| Date                            | État              | Élection ou référendum                    | Contexte | Résultat |
| ------------------------------- | ----------------- | ----------------------------------------- | --- | --- |
| 30 novembre 1799 - 14 mars 1800 | États pontificaux | Conclave                                  | Ce conclave, dit « conclave de Venise », fait suite au décès du pape Pie VI le 29 août 1799.Il se déroule dans des États pontificaux nouvellement rétablis, après l'éphémère République romaine. | L'évêque Barnaba Luigi Chiaramonti, élu pape, prend le nom de Pie VII. |
| janvier                         | France            | Référendum constitutionnel (en)           | La Constitution instaurant le nouveau régime du Consulat est soumise aux citoyens par référendum.Le régime étant en place depuis novembre 1799, le mot applicable est plutôt « plébiscite ».     | La Constitution du 22 frimaire an VIII est approuvée, officiellement par 99,9 % des votants.                                                                                                  |
| 29 avril 1800 - 1er août 1801   | États-Unis        | Législatives (chambre (en) et sénat (en)) | | Voir l'article Liste d'élections en 1801. |
| 31 octobre - 9 décembre         | États-Unis        | Présidentielle                            | | Alternance. Le président sortant John Adams (Parti fédéraliste) est battu par Thomas Jefferson (Parti républicain-démocrate, favorable à une décentralisation des pouvoirs), qui lui succède. |